# Bipromet
Bipromet Spółka Akcyjna – polskie przedsiębiorstwo budowlane z siedzibą w Katowicach, zajmujące się projektowaniem i Generalną Realizacja Inwestycji. Spółka należy do Grupy Kapitałowej KGHM Polska Miedź S.A. Jej działalność od samego początku, czyli od 1950 roku, związana jest z przemysłem metali nieżelaznych.
BIPROMET S.A. prowadzi studia i analizy, przygotowuje dokumentację potrzebną do uzyskania pozwoleń na budowę oraz opracowuje projekty wykonawcze, nadzoruje ich realizację również w tzw. formule „pod klucz”. 

## Struktura
BIPROMET S.A. należy do Grupy Kapitałowej KGHM Polska Miedź S.A. Od 24 kwietnia 2015 roku KGHM Polska Miedź S.A. jest Jedynym Akcjonariuszem Bipromet S.A.

## Działalność
W ramach usług projektowych przedsiębiorstwo prowadzi studia i analizy, przygotowuje dokumentację potrzebną do uzyskania pozwolenia na budowę oraz opracowuje projekty wykonawcze i nadzoruje ich realizację. Wykonywane projekty dotyczą budownictwa ogólnego i przemysłowego, przemysłu ciężkiego, w szczególności hutnictwa, a także inwestycji z zakresu ochrony środowiska. Wśród zrealizowanych prac znajdują się: zakład wzbogacania miału węglowego dla KWK Julian w Piekarach Śląskich (1994), zakład przerobu złomu akumulatorowego dla Baterpolu w Świętochłowicach (1997–1998), zakład profili aluminiowych dla Alupolu w Tychach (2000), a także projekt wykonawczy modernizacji instalacji olejowej dla Eaton Automotive Systems (2007).
W zakresie generalnego wykonawstwa obiektów budowlanych przedsiębiorstwo oferuje usługi związane z przygotowaniem inwestycji, takie jak analizy wykonalności i ekonomiczne, biznesplany, oraz z samą realizacją inwestycji, także „pod klucz”. Do zrealizowanych projektów należą: roboty żelbetowe w sortowni koksu dla Polimeksu-Mostostalu (2006), roboty budowlane dla Zakładów Plastycznej Przeróbki Metali w Zdzieszowicach. W 2007 Bipromet rozpoczął realizację zespołu budynków mieszkalnych „Dębowe Tarasy” w Katowicach.

## Historia
1 stycznia 1950 w Katowicach powstało Biuro Projektów Przemysłu Metali Nieżelaznych „Bipromet”, do którego zadań należały prace projektowo-konstrukcyjne na potrzeby przemysłu, głównie górnictwa rud miedzi, ołowiu i cynku, hutnictwa i przetwórstwa metali nieżelaznych. Początkowo przedsiębiorstwo zatrudniało 80 osób, jednak przejmując zespoły konstruktorów i projektantów z poszczególnych zakładów Górnego i Dolnego Śląska, w ciągu pięciu lat powiększyło poziom zatrudnienia do 600 osób, a w ciągu następnych pięciu – podwoiło go.
Powołanie Biura Projektów Przemysłu Metali Nieżelaznych „Bipromet” podyktowane było potrzebą odbudowy zniszczonego po wojnie przemysłu. Od samego początku, czyli od 1950 roku, Spółka aktywnie uczestniczyła w dużych i ambitnych projektach inwestycyjnych. Dzięki przejęciu kadry z utworzonego kilka lat wcześniej Biura Budowy i Projektów, które bazowało na biurach konstrukcyjnych, istniejących przy zakładach cynkowo-ołowiowych i realizowało zadania w ramach trzech zespołów projektowych: w Katowicach, Złotoryi i Wizowie k. Bolesławca BIPROMET szybko stał się rozpoznawalną marką. Już w latach 50. rozpoczęła się era szybkiego rozwoju branży przemysłu metali nieżelaznych w Polsce, w tym najważniejszych dla gospodarki firm: KGHM Polska Miedź S.A., ZML Kęty (dziś Grupa Kęty), WM Dziedzice, Hutmen, Huta Aluminium Konin (dziś Granges Konin).
W początkowym okresie działalność BIPROMET ograniczała się do sporządzania dokumentacji projektowej. Wychodząc naprzeciw oczekiwaniom i potrzebom rynkowym Spółka rozszerzyła swoje kompetencje w kierunku projektowo-wdrożeniowym. Przemysł metali nieżelaznych rozpoczął rozbudowę swojego potencjału wytwórczego poprzez modernizację istniejących linii technologicznych, ich udoskonalania, a także budowę nowych obiektów i zakładów.
30 grudnia 1990 została zarejestrowana Spółka Bipromet S.A., korzystająca z majątku dawnego przedsiębiorstwa państwowego najpierw na zasadzie leasingu, stopniowo wykupując go aż do roku 1996. Dynamiczne zmiany w gospodarce spowodowały, że BIPROMET rozpoczął świadczenie kompleksowych usług, obejmujących zakres Generalnego Projektanta, Inżyniera Kontraktu, Generalnego Realizatora Inwestycji oraz Wykonawcy Robót lub partnera w zespole projektowym na każdym etapie podejmowanego procesu inwestycyjnego, koncentrując się na budownictwie przemysłowym oraz dużych inwestycjach związanych z ochroną środowiska.
Ochrona atmosfery to jedno z ważniejszych wyzwań współczesnego przemysłu, dlatego też Spółka BIPROMET w 2000 roku rozpoczęła współpracę z Przedsiębiorstwem Projektowania, Dostaw i Realizacji Obiektów Ochrony Powietrza OPAM w Katowicach, które później zostało przejęte. Dzięki opanowaniu nowoczesnych technik i technologii z dziedziny odpylania i oczyszczania gazów, bogatemu doświadczeniu praktycznemu, wykształconym specjalistom, dziś BIPROMET posiada niezbędne zaplecze techniczne i kadrowe, aby kontynuować, nawet przy silnej konkurencji firm krajowych i zagranicznych, działalność w obszarze techniki ochrony powietrza.
W 2008 spółka została wprowadzona na warszawską giełdę; pierwsze notowanie jego akcji odbyło się 6 lutego 2008. W 2015 spółkę wycofano z obrotu giełdowego.
Rok 2010 był rokiem, w którym przed BIPROMET S.A. otworzyła się nowa karta historii. Spółka stała się częścią globalnego gracza na rynku miedzi, jedynego polskiego producenta tego cennego metalu. Początkowo KGHM Polska Miedź S.A. przejęła 66% udziałów katowickiej spółki, by pięć lat później w 2015 roku stać się jedynym właścicielem BIPROMET S.A. Dla swego nowego właściciela Spółka podjęła się zaprojektowania i uruchomienia w 2016 roku nowoczesnej pirometalurgii w Hucie Miedzi „Głogów”. Realizacja projektu pn. „Modernizacji Pirometalurgii w Hucie Miedzi Głogów” potwierdziła założenia projektowe, a co za tym idzie kompetencje kadry inżynieryjno-projektowej Spółki.

## Akcjonariat
100% akcji posiada KGHM Polska Miedź S.A.